# Monte Otse
O monte Otse ou Otse Hill é considerado frequentemente como a montanha mais alta do Botswana, com altitude de 1491 metros (4892 pés). Fica perto da localidade de Otse, no Distrito do Sudeste. O levantamento feito em 1999 pelo Departamento de Topografia e Mapeamento de Gaborone produziu um mapa à escala 1:50.000 que mostra um vértice no topo do monte Otse com a indicação de 1491 m de altitude.
A colina Monalanong (com altitude aproximada de 1494 metros) ou as colinas de Tsodilo (com aproximadamente 1489 metros) também são consideradas em várias listas como o ponto mais alto no Botswana.